# عیدان تال
عیدان تال (به انگلیسی: Idan Tal) هافبک اهل اسرائیل است که از سال ۱۹۹۸ تا ۲۰۰۷ میلادی عضو تیم ملی فوتبال اسرائیل بوده و در ۶۹ بازی ملی حضور داشته است. عیدان تال توانسته در بازی‌های ملی، ۵ گل به ثمر برساند.